# Jindřich Holman
Jindřich Holman (* 9. října 1921) je bývalý československý fotbalista, útočník.

## Fotbalová kariéra
Hrál za SK Slavia Praha a Zbrojovku Brno. V československé lize odehrál 157 utkání a dal 84 gólů. Se Slávií získal 4 ligové tituly.

## Ligová bilance
| Ročník                                     | Zápasy | Góly | Klub                     |
| ------------------------------------------ | ------ | ---- | ------------------------ |
| Národní liga 1940/41                       | -      | 14   | SK Slavia Praha          |
| Národní liga 1941/42                       | -      | 16   | SK Slavia Praha          |
| Národní liga 1942/43                       | -      | 11   | SK Slavia Praha          |
| Národní liga 1943/44                       | -      | 6    | SK Slavia Praha          |
| Státní liga 1945/46                        | 20     | 15   | SK Slavia Praha          |
| Státní liga 1946/47                        | -      | 16   | SK Slavia Praha          |
| Státní liga 1948                           | 8      | 1    | Sokol Zbrojovka Židenice |
| Celostátní československé mistrovství 1949 | 16     | 2    | Zbrojovka Brno           |
| CELKEM                                     | 157    | 84   |                          |